# Recourtoliva
Recourtoliva is een geslacht van weekdieren uit de klasse van de Gastropoda (slakken).

## Soorten
De volgende soort is bij het geslacht ingedeeld:
- Recourtoliva poppei ('Sargent & Petuch, 2008)